# Thomas Pichl
Thomas Pichl (* 10. März 1982) ist ein ehemaliger österreichischer Amateur-Tennisspieler.

## Karriere
Sein einziges Tennis-Profimatch spielte Pichl auf der ATP World Tour im Juli 2014 beim Bet-at-home Cup Kitzbühel, wo er an der Seite von Andreas Seppi antrat, jedoch in der Auftaktrunde gegen Martin Emmrich und Lukáš Rosol klar in zwei Sätzen verlor. Die Wildcard und die damit verbundene Turnierteilnahme gewann Pichl, indem er sich unter tausenden Bewerbern bei der Aktion Spiel deines Lebens durchsetzte.